# Приходько Ігор Іванович
І́гор Іва́нович Прихо́дько (* 14 лютого 1966, Харків) — військовий лікар, педагог, науковець. Доктор психологічних наук, професор.

## Життєпис
Народився 14 лютого 1966 року в місті Харкові. 
У 1989 році — закінчив Військово-медичну академію, спеціальність: «Лікувальна справа»; Харківську академію післядипломної освіти, спеціальність: «Психіатрія» (1996), «Наркологія» (1997); Європейський Центр проблем безпеки (2011, м. Гарміш-Партенкірхен, ФРН), курс «Поглиблене вивчення проблем міжнародної безпеки для керівного складу».
В 2000 році — захистив кандидатську дисертацію. Тема: «Оцінка та прогнозування ефективності професійного психологічного відбору курсантів різних спеціальностей вищого військового навчального закладу»; докторська дисертація (2014), тема «Психологічна безпека персоналу екстремальних видів діяльності (на прикладі військовослужбовців внутрішніх військ МВС України)».

## Професійна діяльність
Служба у військах (1989—2000); наукова та викладацька діяльність (2000-по т.ч.) на посадах старшого викладача, доцента, старшого наукового співробітника, начальника науково-дослідної лабораторії, професора. З 2010 року — начальник науково-дослідного центру службово-бойової діяльності Національної гвардії України Національної академії Національної гвардії України. Вчене звання: старший науковий співробітник (2007), професор кафедри військового навчання та виховання (2015). 
Керівник колективу науковців, які створили автоматизований мультикомплекс «Психодіагностика», до складу якого входять 9 субкомплексів (60 методик) для визначення професійної придатності кандидатів на військову службу та моніторингу психічного стану військовослужбовців.
Основні курси: Психодіагностика, Психологія безпеки особистості, Прикладна психологія службово-бойової діяльності; Психологія бойового стресу.
Підготував 1 доктора наук, 3 кандидатів наук і 3 докторів філософії.
Науковий редактор International Journal of Science Annals, член редакційної колегії журналів «Проблеми екстремальної та кризової психології», «Честь і закон», «Вісник Національного університету оборони України».
Започаткував дослідження у галузі екстремальної психології з проблем психологічної безпеки особистості фахівця екстремального виду діяльності та психологічного відновлення військовослужбовців після участі в бойових діях. Автор більше 270 наукових, навчальних і методичних праць, з яких 21 монографія, 29 підручників, навчальних посібників, словників, понад 150 наукових статей у фахових наукових виданнях, з яких 30 статей у виданнях, що індексуються у наукометричних базах Scopus та Web of Science. Індекс Гірша 18.

## Публікації
Монографії: Професійний психологічний відбір майбутніх офіцерів внутрішніх військ МВС України; Використання емпіричних методів дослідження для оцінки морально-психологічного стану особового складу внутрішніх військ МВС України;	Автоматизований психодіагностичний комплекс визначення професійної придатності кандидатів на військову службу у внутрішні війська МВС України і навчання у вищі військові навчальні заклади МВС України; Засади психологічної безпеки персоналу екстремальних видів діяльності; Психологічний моніторинг професійно важливих якостей курсантів ВВНЗ МВС України; Протидія негативному інформаційно-психологічному впливу на особовий склад НГУ в умовах масових заворушень; Інформаційно-психологічна протидія у НГУ (психологічний аспект); Психологічна готовність військовослужбовців НГУ до службово-бойової діяльності поза межами пункту постійної дислокації; Психологічні засади ефективності службово-бойової діяльності військовослужбовців військової служби за контрактом НГУ; Психологічні особливості військовослужбовців підрозділів Національної гвардії України з охорони атомних електростанцій; Методологія психологічної безпеки особистості фахівців екстремальних видів діяльності; Професійно-психологічний тренінг військовослужбовців НГУ; Психологічна готовність до ризику військовослужбовців НГУ; Динаміка психічних станів військовослужбовців сил охорони правопорядку при виконанні службово-бойових завдань під час масових заворушень; Автоматизація професійного психологічного відбору кандидатів на військову службу в НГУ; Професіографія службово-бойової діяльності військовослужбовців НГУ; Засади психологічного забезпечення службово-бойової підготовки майбутніх офіцерів технічного профілю НГУ; Психологічні особливості проходження військової служби військовослужбовцями-жінками в НГУ;	Психологія суїцидальної поведінки військовослужбовців НГУ; Психологічна реабілітація військовослужбовців після виконання службово-бойових завдань в бойових умовах.

## Нагороди
- Орден Данила Галицького (2008)[1]
- Відомчі нагороди МВС України та командувача НГУ.